# هانتینگتون (ویرجینیا)
هانتینگتون، ویرجینیا (به انگلیسی: Huntington) یک منطقه سرشماری‌شده در ویرجینیا است که در شهرستان فرفکس، ویرجینیا واقع شده‌است.

## خصوصیات
هانتینگتون ۲٫۰ کیلومترمربع مساحت و ۱۱٬۲۶۷ نفر جمعیت دارد و ۲۰ متر بالاتر از سطح دریا واقع شده‌است.